# Al Jumaliyah

Al Jumaliyah (em árabe: الجميلية‎) foi um município do Qatar. Em 2004 foi incorporado pelo município de Al Khor.